# Léon Noël (chanoine)
Pour les articles homonymes, voir Léon Noël et Noël (homonymie).
Léon Noël (1878 à Malines - 1953 à Louvain), chanoine, professeur, président de l'Institut supérieur de philosophie (1928-1948), membre de l'Académie royale de Belgique.
L’Académie française lui décerne le prix de Jouy en 1917 pour son ouvrage Louvain (891-1914).